# 53 Dywizja Strzelecka (ZSRR)
53 Dywizja Strzelecka (ros. 53-я стрелковая дивизия) – związek taktyczny piechoty Armii Czerwonej.
W czerwcu 1941 roku wchodziła w skład 63 Korpusu Strzeleckiego, 21 Armii Odwodowej.

## Okres Międzywojenny
53. dywizja została sformowana w 1931 r. jako dywizja terytorialna; Iwan Boldin został jej pierwszym dowódcą i komisarzem wojskowym w kwietniu tego samego roku i zajmował to stanowisko do grudnia 1934 r. Stacjonowała w Nadwołżańskim Okręgu Wojskowym wraz z 12 Korpusem Strzeleckim. Do 1935 dywizja miała siedzibę w Engels i obejmowała 157 pułk strzelecki w Engels, 158 pułk strzelecki w Krasnym Kut, 159 pułk strzelecki w Pugaczowie i 53 pułk artylerii w Pugaczowie. W dniu 8 lipca 1937 otrzymała "imię Fryderyka Engelsa". Przed wojną weszła w skład 21 Armii w obwodzie homelskim Zachodniego Specjalnego Okręgu Wojskowego.

## Okres powojenny
Dywizja została rozwiązana 30 czerwca 1946 w Odeskim Okręgu Wojskowym wraz z 34 Korpusem Strzeleckim 40 Armii.
W 1955 dywizja została reformowana z 318 Dywizji Strzeleckiej z 3 Korpusem Strzeleckim w Użhorodzie, dziedzicząc honorowy "Noworosyjski Order Suworowa". W dniu 9 września 1955 r. stała się 39 Dywizją Zmechanizowaną. Dywizja otrzymała personel i sprzęt z rozwiązanej 13 Gwardyjskiej Dywizji Zmechanizowanej jesienią 1955, a 4 grudnia stała się 39 Gwardyjską Dywizją Zmechanizowaną.

## Struktura organizacyjna
W jej skład wchodziły:
- 12 Pułk Strzelecki,
- 110 Pułk Strzelecki,
- 223 Pułk Strzelecki,
- 36 Płk Artylerii,
- 64 Pułk Artylerii,
- batalion przeciwpancerny,
- batalion artylerii przeciwlotniczej,
- batalion zwiadu,
- batalion saperów,
  - inne służby.

W październiku 1941 roku w składzie 3 Korpusu Kawalerii z 16 Armii broniącej Moskwy z kierunku wołokołamskiego.
W styczniu 1942 roku walczyła w składzie 43 Armii.
W 1942 roku walczyła pod Stalingradem.
W styczniu 1944 roku w składzie 57 Armii, 2 Frontu Ukraińskiego.